# Cliff Gorman
Cliff Gorman (gebürtig: Joel Joshua Goldberg; * 13. Oktober 1936 in Queens, New York City, New York; † 5. September 2002 ebenda) war ein US-amerikanischer Film- und Theaterschauspieler.

## Leben
Joel Joshua Goldberg wuchs als Sohn jüdischer Eltern in Mexiko auf, wo er ab Mitte der 1950er Jahre die Universität von Mexiko absolvierte. Später zog er nach Kalifornien, wo er Student an der University of California, Los Angeles wurde. Zunächst wollte Goldberg alias Cliff Gorman Lehrer werden, so dass er zuletzt an der University of New York studierte, und da 1959 seinen Bachelor in Erziehungswissenschaften erlangte.
Doch erst Mitte der 1960er Jahre, als ihn der US-amerikanische Regisseur Jerome Robbins entdeckte, beschloss Gorman, es als Schauspieler zu versuchen, und debütierte daraufhin 1966 in einer Episode der Fernsehserie Hawk. Für seine Darstellung eines schwulen Innenarchitekten auf der Suche nach Liebe in dem Theaterstück The Boys in the Band gewann er 1968 einen Obie Award. In der gleichnamigen Verfilmung unter Regie von William Friedkin spielte er diese Rolle 1970 erneut.
1971 wurde er für sein erstes von nur vier Bühnenstück an den Broadway verpflichtet. Für seine Darstellung in Julian Barrys Theaterstück Lenny, die der Biografie von Lenny Bruce zugrunde lag, erhielt Gorman 1972 einen Tony Award. Das Stück selbst wurde zwischen Mai 1971 und Juni 1972 453-mal zur Aufführung gebracht. Einen weiteren Erfolg in der Theaterkarriere Gormans kann man das Stück Chapter Two von Neil Simon betrachten, das von Dezember 1977 bis Dezember 1979 zwei Jahre, und insgesamt 857-mal zur Aufführung gebracht wurde, und in dem Gorman ebenfalls in einer Hauptrolle zu sehen war. 1978 wurde Gorman dafür lediglich für den Tony Award nominiert.
Parallel zu seiner Arbeit am Theater stand Gorman auch in rund 50 Rollen vor der Kamera. Wenngleich sein Filmschaffen überwiegend als Gastdarsteller in Fernsehserien oder in Fernsehfilmen begrenzt war, so sind doch einige seiner Filme selbst heute noch bekannt. Besonders zu erwähnen ist der 1981 produzierte Kriegsfilm Der Bunker, wo Gorman den Nazi-Propagandaminister Joseph Goebbels verkörperte.
Gorman war von 1963 bis zu seinem Tod mit der Theaterschauspielerin Gayle Gorman verheiratet. Er erkrankte an Leukämie und starb im September 2002 im Alter von 65 Jahren.

## Filmografie (Auswahl)
- 1966: Hawk (Fernsehserie, 1 Folge)
- 1969: Alexandria – Treibhaus der Sünde (Justine)
- 1970: Die Harten und die Zarten (The Boys in the Band)
- 1973: Treffpunkt Central Park (Cops and Robbers)
- 1975: Unternehmen Rosebud (Rosebud)
- 1975: Strike Force – Die Spezialeinheit (Strike Force) (Fernsehfilm)
- 1977: Die Straßen von San Francisco (The Streets of San Francisco; Fernsehserie, 1 Folge)
- 1978: Eine entheiratete Frau (An Unmarried Woman)
- 1979: Hinter dem Rampenlicht (All that Jazz)
- 1980: Countdown in Manhattan (Night of the Juggler)
- 1981: Der Bunker (The Bunker) (Fernsehfilm)
- 1984: Angel
- 1986/1992: Mord ist ihr Hobby (Murder, She Wrote; Fernsehserie, 2 Folgen)
- 1992: Night and the City
- 1992: Jimmy Hoffa (Hoffa)
- 1998: Law & Order (Fernsehserie, 3 Folgen)
- 1999: Die Wilden 60er (The '60s) (Fernsehfilm)
- 1999: Ghost Dog – Der Weg des Samurai (Ghost Dog: The Way of the Samurai)
- 2000: King of the Jungle
- 2003: Kill The Poor

## Auszeichnung
- 1968: Obie Award für The Boys in the Band
- 1972: Tony Award als Bester Hauptdarsteller für: Lenny